# If I Could Turn Back Time: Cher's Greatest Hits
If I Could Turn Back Time: Cher's Greatest Hits es un álbum recopilatorio para Estados Unidos de la cantante y actriz estadounidense Cher, lanzado el 9 de marzo de 1999 por Interscope.

## Lista de canciones
- "Don't Come Cryin' To Me" (Previously Unreleased) (Diane Warren) - 4:02
- "Love and Understanding" (Diane Warren) - 4:44
- "Save Up All Your Tears" (Diane Warren, Desmond Child) - 4:02
- "The Shoop Shoop Song (It's in His Kiss)" (Rudy Clark) - 2:53
- "After All" (Love theme from Chances Are) (with Peter Cetera) (Tom Snow, Dean Pitchford) - 4:07
- "If I Could Turn Back Time" (Diane Warren) - 4:03
- "Just Like Jesse James" (Desmond Child, Diane Warren) - 4:07
- "Heart of Stone" (Remix) (Andy Hill, Pete Sinfield) - 4:20
- "I Found Someone" (Michael Bolton, Mark Mangold) - 3:46
- "We All Sleep Alone" (Jon Bon Jovi, Desmond Child, Richie Sambora) - 3:51
- "Bang Bang (My Baby Shot Me Down)" (Remix) (Sonny Bono) - 3:54
- "Take Me Home (Aller, Esty) - 3:26
- "Dark Lady" (Johnny Durrill) – 3:29
- "Half-Breed" (Mary Dean, Al Capps) – 2:46
- "The Way of Love" (Al Stillman, Jacques Dieval) – 2:34
- "Gypsies, Tramps & Thieves" (Bob Stone) – 2:38
- "I Got You Babe" (Sonny & Cher) (Sonny Bono) - 3:09